# 1922 au Nouveau-Brunswick
Chronologie du Nouveau-Brunswick
- 1918
- 1919
- 1920
- 1921
- 1922
- 1923
- 1924
- 1925
- 1926

Cette page concerne les événements survenus en 1922 dans la province canadienne du Nouveau-Brunswick.

## Événements
- 27 octobre : Onésiphore Turgeon est nommé sénateur.
- 20 novembre : le libéral Jean George Robichaud remporte l'élection partielle fédérale sans opposition de Gloucester à la suite de la nomination d'Onésiphore Turgeon au Sénat.

## Naissances
- 13 février : Frederick Enoil Soucy, député.
- 1er mai : Ernest Richard, député et ministre.
- 30 mai : William Creaghan, député.
- 19 juin : Joseph Landry, sénateur.
- 24 août : René Lévesque, premier ministre du Québec.
- 12 novembre : Charlotte MacLeod, écrivain.
- 21 novembre : Adélard Savoie, député et maire.

## Décès
- 27 avril : Frederick P. Thompson, sénateur.
- 28 décembre : John Alexander Chesley, député.